# Casa Antoni Graells (Vilafranca del Penedès)
La Casa Antoni Graells és una obra del municipi de Vilafranca del Penedès (Alt Penedès) inclosa en l'Inventari del Patrimoni Arquitectònic de Catalunya. És un edifici situat en la zona d'eixample vuitcentista de la carretera d'Igualada.

## Descripció
Casa amb xamfrà que ocupa l'extrem de l'illa. Fa cantonada amb el carrer del Nord i la carretera d'Igualada. A la part posterior hi ha un pati. La casa consta de planta baixa i un pis, sota coberta de teula àrab. Presenta una combinació del llenguatge popular amb elements de l'arquitectura "culta".